# Східна Бенгалія
Східна Бенгалія (бенг. পূর্ব বাংলা/পূর্ববঙ্গ Purbô Bangla/Purbôbongo) — історична провінція Домініону Пакистан в період з 1947 до 1955 року. Бенгалія була розділена на дві частини 1947 року: Західна Бенгалія стала частиною Індії, а Східна — Пакистану (й надалі була перейменована на Східний Пакистан).

## Губернатори
| Термін повноважень                     | Губернатор Східної Бенгалії        |
| -------------------------------------- | ---------------------------------- |
| 12 серпня 1947 — 31 березня 1950 року  | Фредерік Чалмерз                   |
| 31 березня 1950 — 31 березня 1953 року | Фероз Хан Нун                      |
| 31 березня 1953 — 29 травня 1954 року  | Халікуззаман Чоудхрі               |
| 29 травня 1954 — травень 1955 року     | Іскандер Мірза                     |
| травень — червень 1955 року            | Мухаммед Шахабуддін                |
| червень — 14 жовтня 1955 року          | Аміруддін Ахмад                    |
| 14 жовтня 1955 року                    | Провінція припинила своє існування |

## Головний міністр
| Термін повноважень                    | Головний міністр Східної Бенгалії                 | політична партія   |
| ------------------------------------- | ------------------------------------------------- | ------------------ |
| 15 серпня 1947 — 14 вересня 1948 року | Хаваджа Назімуддін                                | Мусульманська ліга |
| 14 вересня 1948 — 3 квітня 1954 року  | Нурул Амін                                        | Мусульманська ліга |
| 3 квітня — 29 травня 1954 року        | Фазлул Хук                                        | Об'єднаний фронт   |
| 29 травня 1954 — серпень 1955 року    | губернатор виконував обов'язки головного міністра |                    |
| серпень — 14 жовтня 1955 року         | Абу Хуссейн Саркар                                | Крішан Срамік      |
| 14 жовтня 1955 року                   | Провінція припинила своє існування                |                    |